# Xã Marmaton, Quận Bourbon, Kansas
Xã Marmaton (tiếng Anh: Marmaton Township) là một xã thuộc quận Bourbon, tiểu bang Kansas, Hoa Kỳ. Năm 2010, dân số của xã này là 769 người.